# Velosnes
Velosnes é uma comuna francesa na região administrativa de Grande Leste, no departamento de Meuse. Estende-se por uma área de 4,37 km². Em 2010 a comuna tinha 160 habitantes (densidade: 36,6 hab./km²).